# Berchmanianum (Nimègue)
Le Collegium berchmanianum (ou simplement Berchmanianum) était un institut d’études philosophiques et théologiques de la Compagnie de Jésus sis à Nimègue, aux Pays-Bas. Ouvert en 1929 il fait aujourd’hui partie de l’Université Radboud de Nimègue Il est répertorié comme monument national aux Pays-Bas.

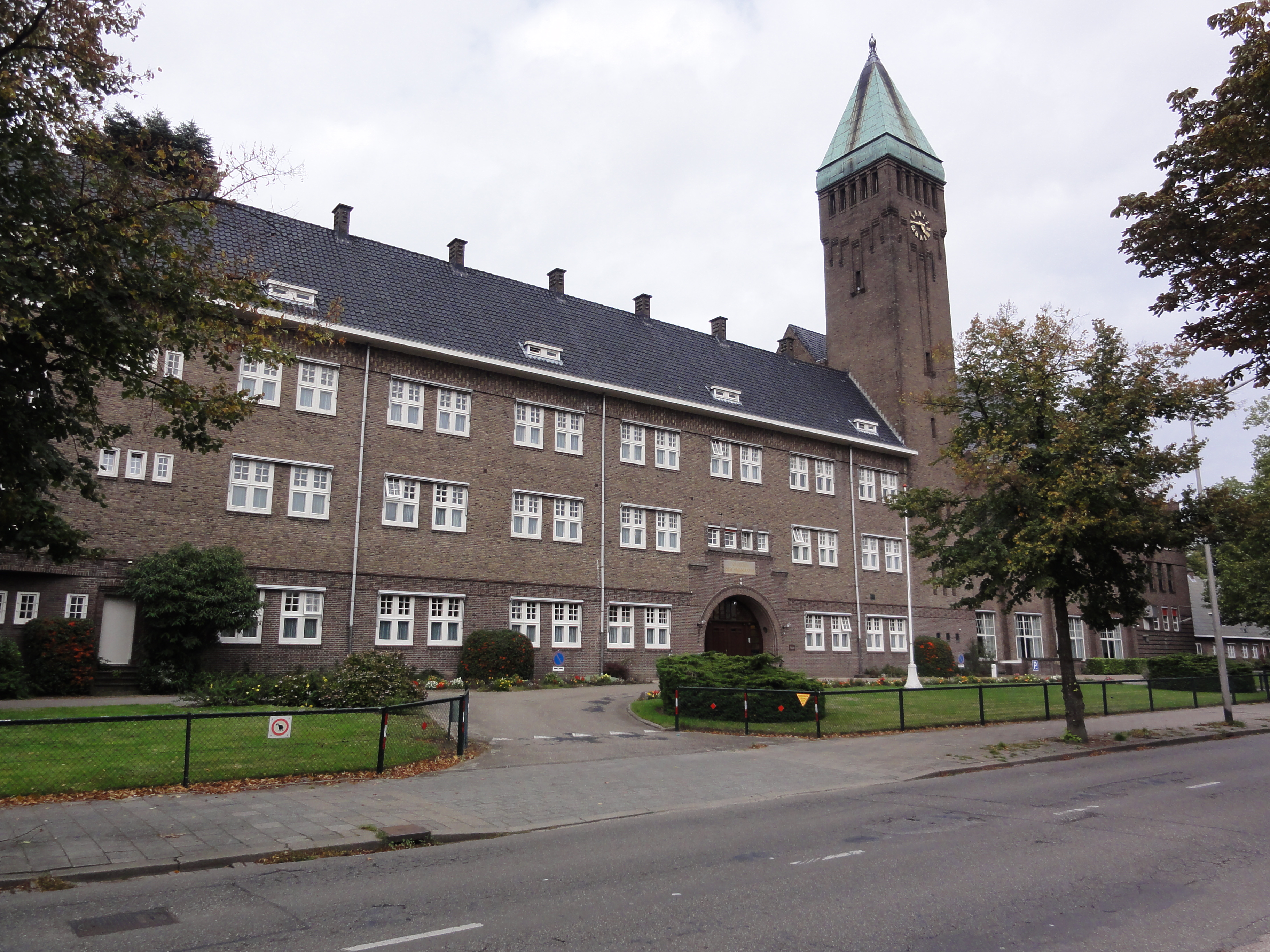
Le Collegium berchmanianum de Nimègue.

## Histoire

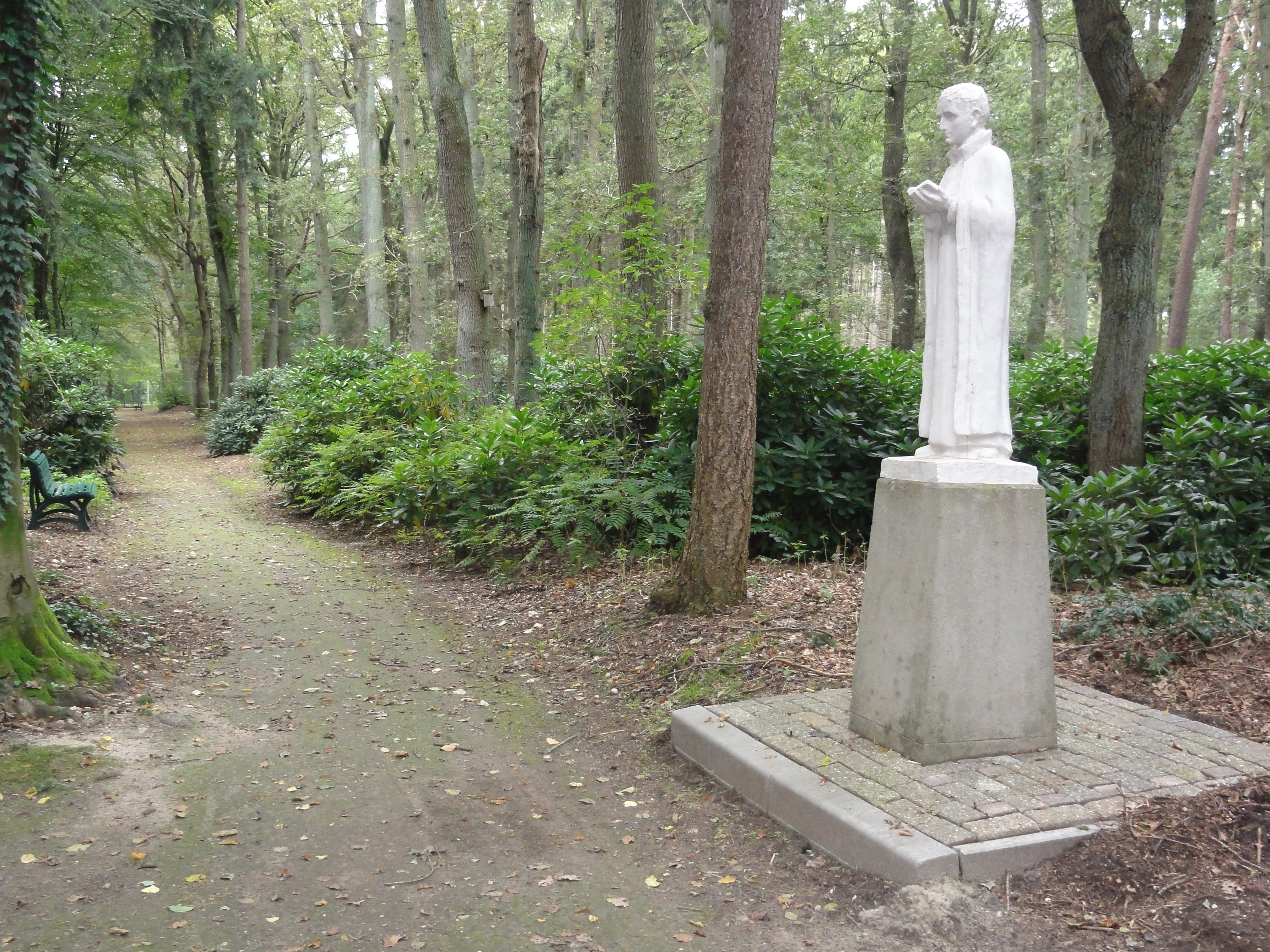
Statue de saint Jean Berchmans, dans le parc.

L’université catholique de Nimègue est fondée en 1923. Dans les années qui suivent un grand nombre de congrégations et ordres religieux ouvrent aux alentours leur propre maison d’études, ou résidence pour leurs étudiants et professeurs universitaires. En 1928, les jésuites construisent dans la ville leur scolasticat (philosophat et théologat). Les architectes en sont Joseph Cuypers et Pierre Cuypers, fils et petit-fils de Pierre cuypers, un architecte aux Pays-Bas. Placé sous la protection de saint Jean Berchmans, étudiant jésuite belge du XVIIe siècle canonisé en 1888, le scolasticat est connu comme le Collegium berchmanianum.  En septembre 1944, les bâtiments furent rendus aux jésuites qui y reprirent leurs activités de formation philosophique et théologique. Le nombre de jésuites diminuant aux Pays-Bas, l’enseignement y fut interrompu en 1967 et, de 1967 à 2016, le Berchmanianum devint une maison de repos et de soins pour jésuites âgés et autres religieux. En 2013, il est annoncé que la propriété du Collegium Berchmanianum passera de la Compagnie de Jésus à l’Université Radboud quelques années plus tard. En 2016, le changement est effectif. Les derniers résidents religieux quittent les lieux pour de nouveaux appartements de soin à Brakkenstein. Les bâtiments servent aux services administratifs de l’université. Le Berchmanianum est un monument national et comme tel est ouvert au public, une fois par an, lors des journées « Héritage national ».[réf. nécessaire]